# Verneuil (Nièvre)
Verneuil é uma comuna francesa na região administrativa de Borgonha-Franco-Condado, no departamento Nièvre. Estende-se por uma área de 26,47 km². Em 2010 a comuna tinha 305 habitantes (densidade: 11,5 hab./km²).